# Handwerkskammer Kassel

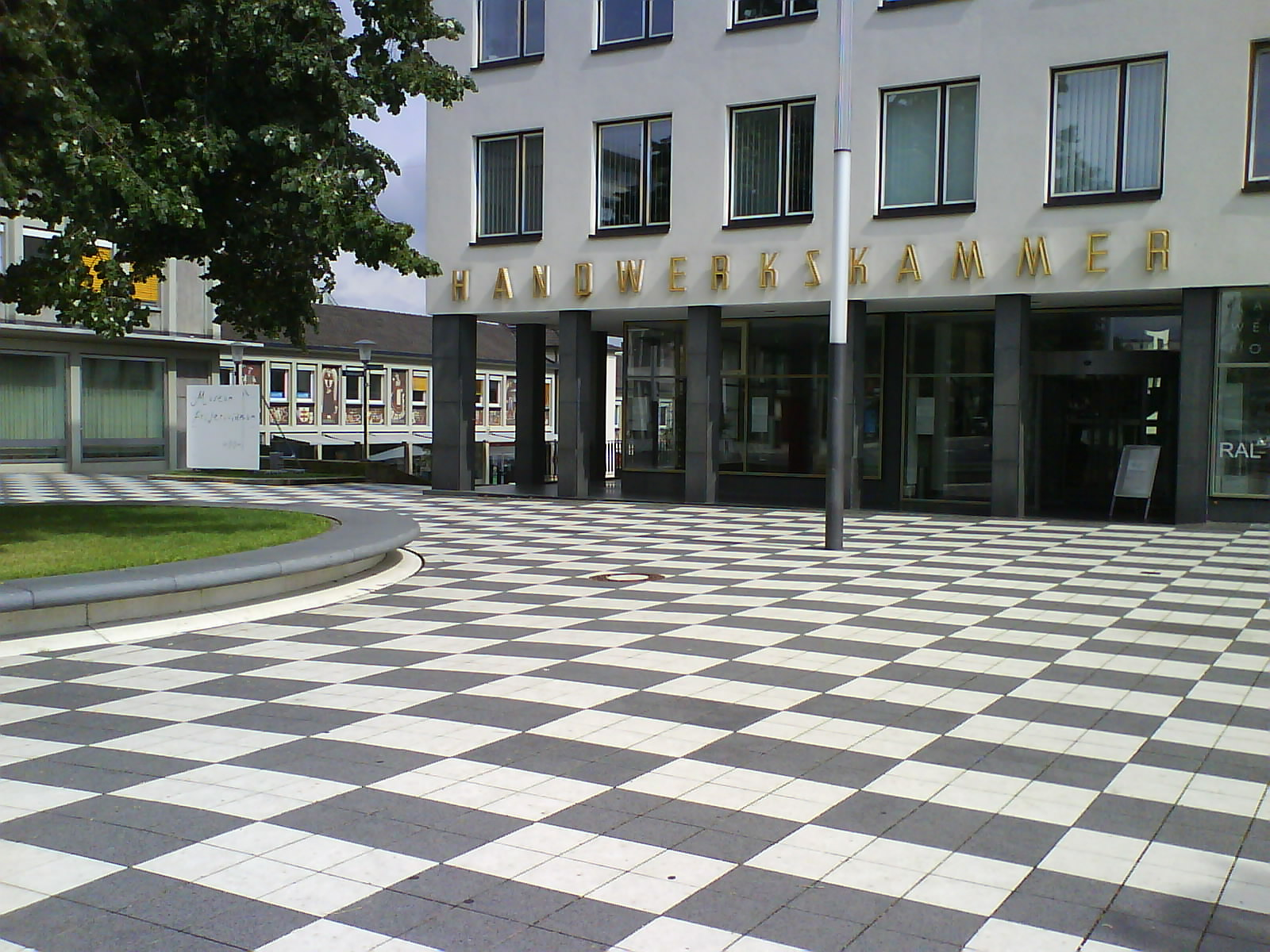
Handwerkskammer Kassel am Scheidemannplatz in Kassel

Die Handwerkskammer Kassel ist eine von 53 Handwerkskammern in der Bundesrepublik Deutschland; sie hat ihren Sitz in Kassel. Die Handwerkskammer hat 17.680 Mitgliedsbetriebe (Dezember 2024), in denen rund 92.700 Beschäftigte tätig sind, davon ca. 7.100 Auszubildende. Sie vertritt die Interessen des gesamten Handwerks in Nord-, Ost- und Mittelhessen. Die Betriebe der Kammer erzielten 2021 einen Umsatz von etwa 10,5 Mrd. Euro.
Der Kammerbezirk erstreckt sich auf folgende Städte und Kreise in Hessen: 

Kreisfreie Stadt Kassel sowie Landkreise Fulda, Hersfeld-Rotenburg, Kassel-Land, Schwalm-Eder, Waldeck-Frankenberg, Werra-Meißner, (Regierungsbezirk Kassel) sowie der Landkreis Marburg-Biedenkopf (Regierungsbezirk Gießen).

## Geschichte
In der Novelle der Reichsgewerbeordnung vom 24. Juni 1897 wurde normiert: „Zur Vertretung der Interessen ihres Bezirks sind Handwerkskammern zu errichten.“ In der Folge kam es reichsweit und im Jahr 1900 auch in Kassel zur Bildung von Handwerkskammern. Am 1. April 1943 wurde die Gauwirtschaftskammer Kurhessen gebildet und die Handwerkskammer aufgelöst. In die Gauwirtschaftskammer war neben der Handwerkskammer auch die Industrie- und Handelskammer Kassel aufgegangen. Nach dem Zweiten Weltkrieg wurde die Handwerkskammer wieder errichtet.

## Persönlichkeiten

### Präsidenten
- Frank Dittmar (seit 2021)
- Heinrich Gringel (2009–2021), dann Ehrenpräsident
- Gerhard Repp (1996 bis 2009), dann Ehrenpräsident
- Karl Schölch (1989 bis 1996)
- Richard Wurbs (1964 bis 1989), dann Ehrenpräsident
- August Olief (bis 1994)
- Conrad Fleischer
- Gustav Bernhardt (1933 bis 1943, dann ab 1943 Präsident der Gauwirtschaftskammer Kurhessen, vorher Präsident der Handwerkskammer Kassel)
- Wilhelm Zimmermann

### Hauptgeschäftsführer
- Friedrich Schönwandt (1945 bis 1960)